# Rue Jean-Baptiste Brems
Pour les articles homonymes, voir Brems.
La rue Jean-Baptiste Brems (en néerlandais : Jean-Baptiste Bremsstraat) est une rue bruxelloise de la commune de Schaerbeek qui va de la place Terdelt à la rue Godefroid Guffens. Elle prolonge la rue Pierre Theunis.
Cette rue porte le nom d'un homme politique schaerbeekois, Jean-Baptiste Brems (conseiller communal de 1925 à 1966), né à Schaerbeek le 25 octobre 1879 et décédé à Bruxelles le 27 novembre 1966.

## Voies d'accès
- arrêt Kennis du bus 66